# Basilosaurus
Basilosaurus danh pháp khoa học còn gọi là Zeuglodon, biệt danh Vua bò sát, là một loài thuộc một chi cá voi sống từ 40 tới 34 triệu năm trước trong thế Eocen muộn. Các dấu tích hóa thạch của nó lần đầu tiên được phát hiện ở miền nam Hoa Kỳ (bang Louisiana), và ban đầu được coi là thuộc về một loại quái vật biển dạng bò sát nào đó, vì thế mà trong tên gọi khoa học người ta đã thêm vào hậu tố "saurus" (nghĩa là thằn lằn), nhưng sau đó người ta thấy điều này không đúng. Các hóa thạch từ ít nhất là hai loài khác của đơn vị phân loại này được tìm thấy ở Ai Cập và Pakistan.
Basilosaurus dài khoảng 18,5 m (60 ft), và được coi là các động vật lớn nhất đã sống trong thời đại của chúng. Nó biểu lộ một mức độ thuôn dài vô song so với cá voi hiện đại. Các chi sau dạng dấu vết rất nhỏ của chúng cũng thu hút sự quan tâm của các nhà cổ sinh vật học. Loài này là hóa thạch bang của các bang Mississippi và Alabama tại Hoa Kỳ.

## Hình ảnh

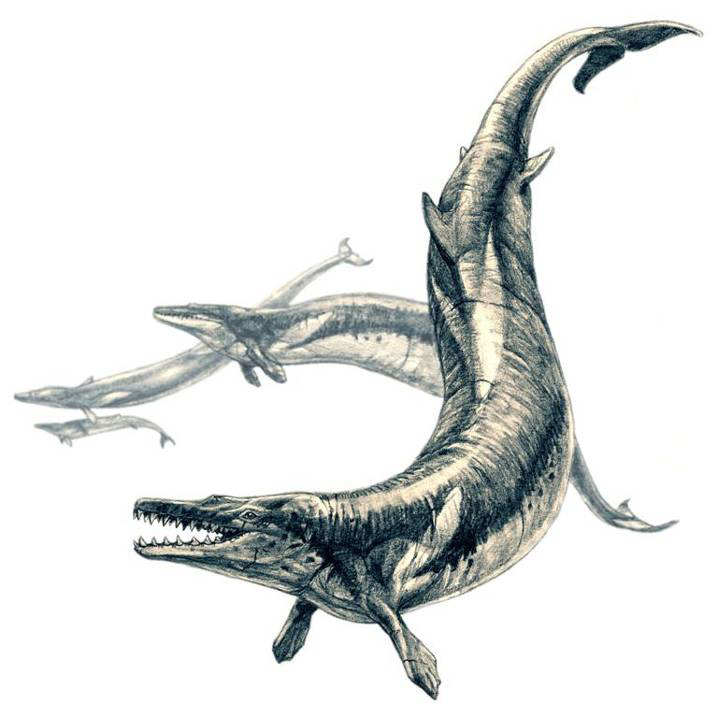
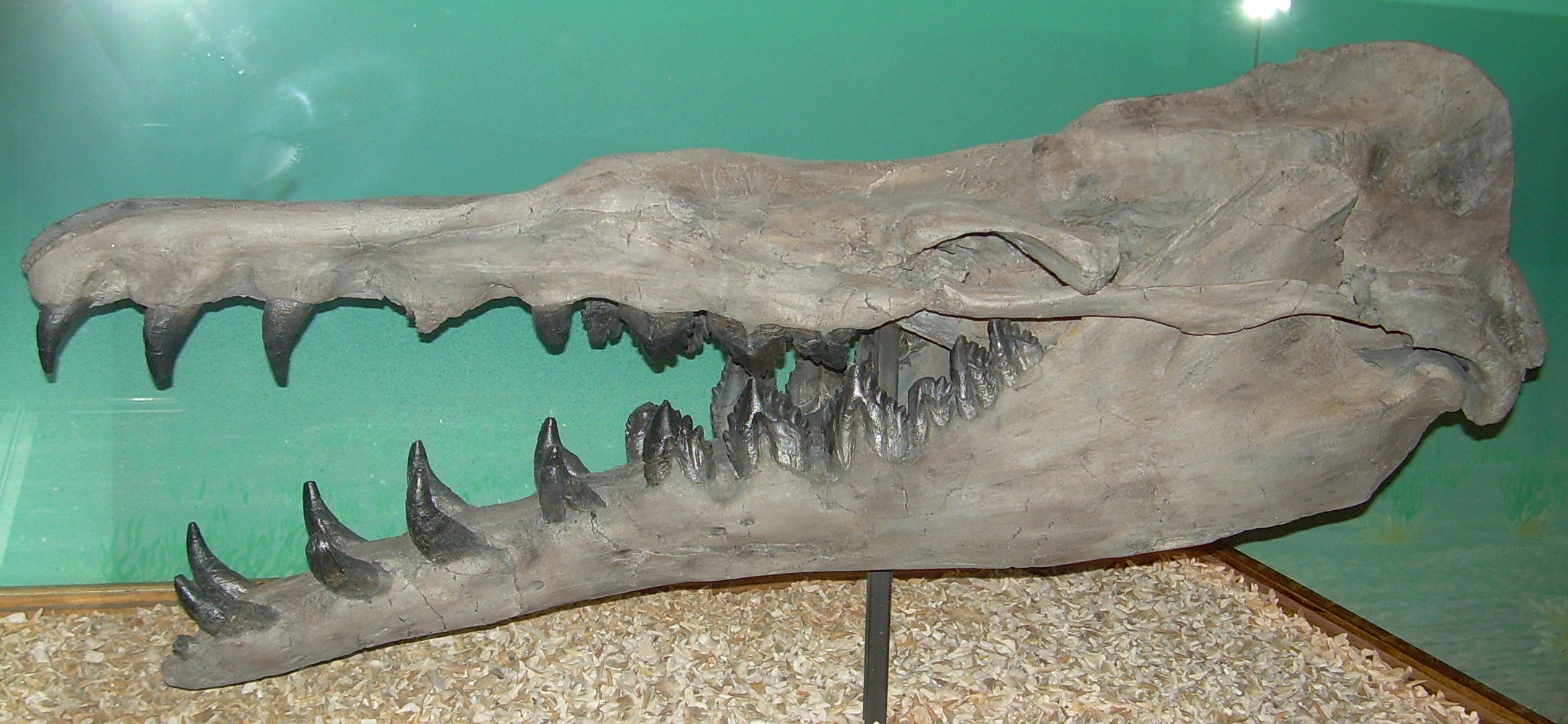
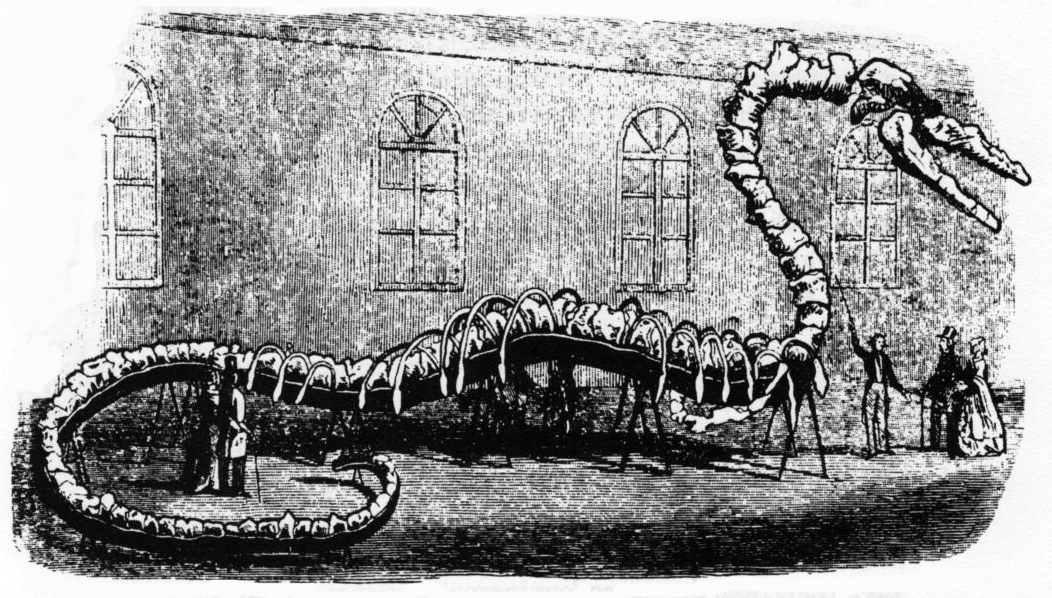
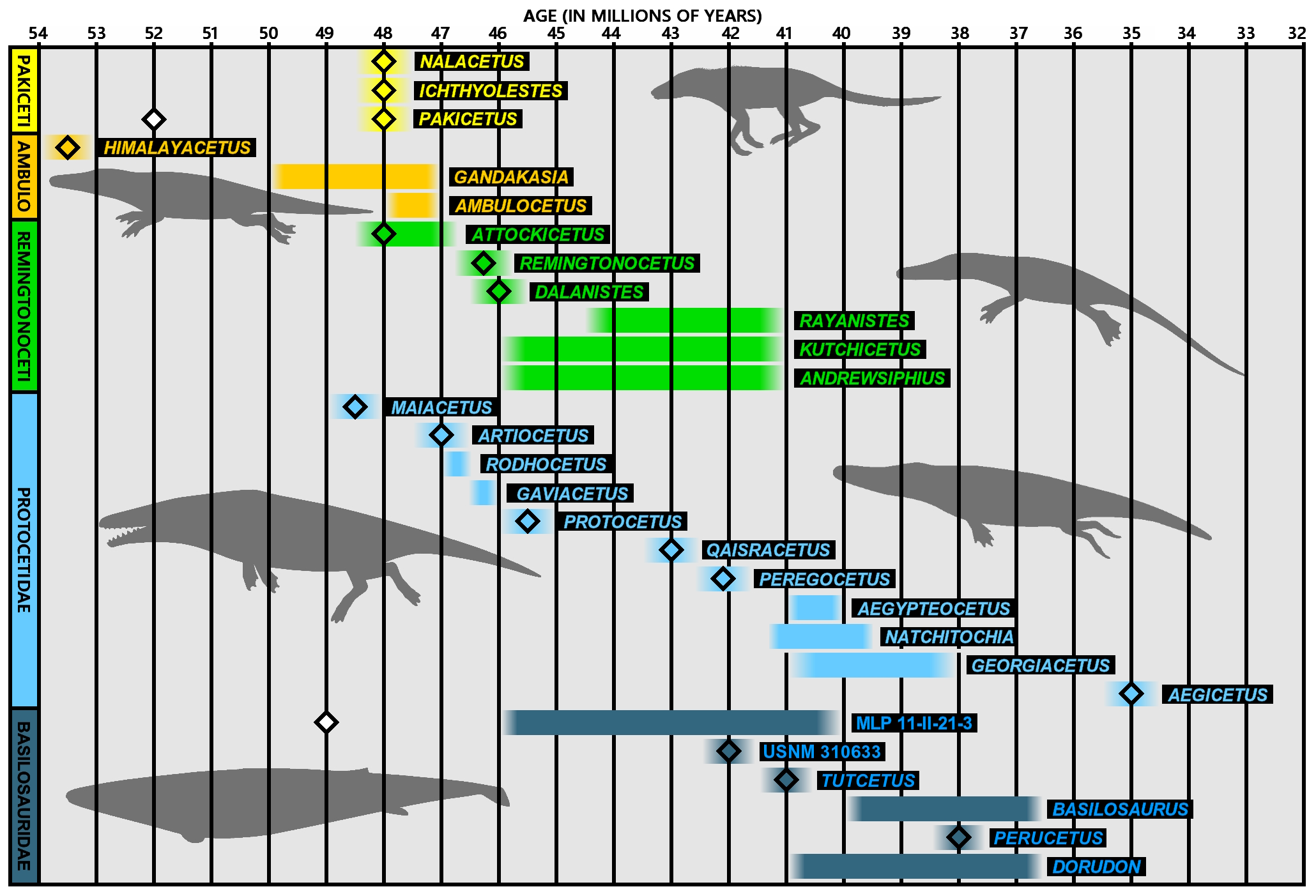